# The Anthony Braxton Project
The Anthony Braxton Project ist ein Jazzalbum von Thumbscrew, dem Trio aus Tomas Fujiwara, Mary Halvorson und Michael Formanek. Die vom 8. bis 11. September 2019 im Veranstaltungsort City of Asylum in Pittsburgh entstandenen Aufnahmen erschienen 2020 auf Cuneiform Records.

## Hintergrund
Der unverwechselbare Stil des Komponisten und Multiinstrumentalisten Anthony Braxton werde für einen Teil des Publikums entweder durch die geometrischen Diagramme, die er als Titel für seine Werke verwendet, oder durch den Anspruch einiger seiner längeren, neueren Opern verdeckt, meinte Martin Johnson. Dabei habe Braxton Dutzende großartiger Melodien komponiert, und viele davon würden sein intensives Interesse an der Musik von Paul Desmond, Charlie Parker, Lennie Tristano und anderen gleichgesinnten Innovatoren widerspiegeln. Im Rahmen der Feierlichkeiten zu Braxtons 75. Geburtstag verbrachten die Mitglieder von Thumbscrew – der Bassist Michael Formanek, Schlagzeuger/Vibraphonist Tomas Fujiwara und die Gitarristin Mary Halvorson – einen langen Nachmittag damit, die Archive der Tri-Centric Foundation zu durchforsten, einer gemeinnützigen Organisation, die sich seinem Werk und Vermächtnis widmet. Die Ergebnisse [der Recherche] sind auf dieser Aufnahme zu hören, einem Nachfolger des Albums Theirs von 2018, das Coverversionen der wichtigsten Inspirationen von Thumbscrew enthielt – von Herbie Nichols über Benny Golson bis hin zu Stanley Cowell und anderen.
Auf der Suche nach Partituren, die ihre Fantasie beflügelten (und gleichzeitig zu ihrer Instrumentierung passten), wählte Thumbscrew die Musik von grafischen Partituren bis hin zu komplexen Notenstücken, notierte Mark Sullivan. Wie viele ihrer Projekte wurde die Musik dieses Albums während eines Aufenthalts in der Einrichtung City of Asylum in Pittsburgh entwickelt und aufgenommen.

## Titelliste
- Thumbscrew: The Anthony Braxton Project (Cuneiform Records – Rune 475)[3]

1. Composition No. 52
2. Composition No. 157
3. Composition No. 14 (Guitar)
4. Composition No. 68
5. Composition No. 274
6. Composition No. 14 (Drums)
7. Composition No. 61
8. Composition No. 35
9. Composition No. 14 (Bass)
10. Composition No. 150
11. Composition No. 79

Die Kompositionen stammen von Anthony Braxton.

## Rezeption

Anthony Braxton (2009)

Das Repertoire erinnere an Braxtons vielseitige Karriere, schrieb Martin Johnson in JazzTimes. So beginnt das Album mit „Composition No. 52“ [aus Six Compositions: Quartet von 1982], einem lässigen Stück, gespielt von seinem damaligen herausragenden Quartett. „Composition No. 68“ würde durch die lyrische Abstraktion und Strenge von Braxtons Debüt-Opus 3 (auf Compositions of New Jazz aus dem Jahr 1968) bestechen. Halvorsons dichtes, prägnantes Solo sei ein Höhepunkt von „Composition No. 274“. Fujiwaras Vibraphon in „Composition No. 35“ würden für eine leichtere Stimmung sorgen, während Formaneks Coll’arco-Arbeit die Dramatik von „Composition No. 150“ verstärke. Wie es oft bei Trios von Musikern der Fall sei, die ihre eigenen Ensembles leiten, verschmelze Thumbscrew mit jeder neuen Aufnahme zu einer intuitiveren Einheit. Dabei würden sowohl die schillernden Unterschiede als auch die aufschlussreichen Gemeinsamkeiten der Musiker hervorgehoben. Zusammen lieferten sie die Grundlage für viele weitere Erkundungen von Braxtons Repertoire; eine so enthusiastische Auseinandersetzung sei längst überfällig.
Nach Ansicht von Mark Sullivan, der das Album in All About Jazz rezensierte, würden den interessantesten Einblick in den Arrangement- und Interpretationsprozess zweifellos die drei Solo-Darbietungen der „Composition No. 14“ bieten. Angesichts der Vielfalt der Darbietungen dürfte es sich hierbei um eine der grafischen Partituren handeln. Halvorsons Gitarrenversion beginne mit wiederholten Tönen, die sie elektronisch verbiege und verzögere; dann würde sie eine ähnliche Geste mit Akkorden spielen. Schließlich kreiere sie ein dichtes Gitarrenensemble, bevor es ausklinge. Fujiwaras Schlagzeugversion beginne mit tiefen Tomtoms, aus denen sich ein Dialog mit den Becken entwickele. Formaneks Bassversion beginnt mit tiefen, spärlichen Linien. Er arbeitet sich zu schnelleren Rhythmen und einigen höheren Registern vor, doch die Stimmung bleibe düster. Die Versionen seien alle etwa gleich lang, doch abgesehen von einigen gemeinsamen musikalischen Gesten scheint es unwahrscheinlich, dass ein Hörer sie im Blindversuch als dasselbe Stück identifizieren könnte. Doch genau das sei das Schöne an Braxtons abstrakteren Partituren: Sie könnten zu einer großen Bandbreite musikalischer Ergebnisse inspirieren.